# Źródło Ruskie
Źródło Ruskie – źródło w Dolinie Sąspowskiej w Ojcowskim Parku Narodowym. Znajduje się na prawym brzegu Sąspówki w dużym rozszerzeniu dna górnej części doliny. Dawniej było tutaj osiedle Poręba. Pozostały po nim łąki i drewniany domek i pomieszczenie gospodarcze.
Źródło wypływa w rumoszu skalnym u podnóża wzniesienia. Ma dużą wydajność – około 8 l/s. Wypływająca z niego woda tworzy krótki potoczek uchodzący do Sąspówki.
Nazwa źródła pochodzi od tego, że w czasie I wojny światowej korzystali z niego żołnierze rosyjscy stacjonujący w okolicy. Źródło nie znajduje się przy szlaku turystycznym i jest z niego niewidoczne. Nie umieszczono też przy nim tabliczki informacyjnej, jak przy innych źródłach Ojcowskiego Parku Narodowego.
W dolinie Sąspówki jest kilka źródeł zasilających Sąspówkę. Oprócz Źródła Ruskiego są to: Źródło Harcerza, Źródło Filipowskiego i Źródło spod Graba.

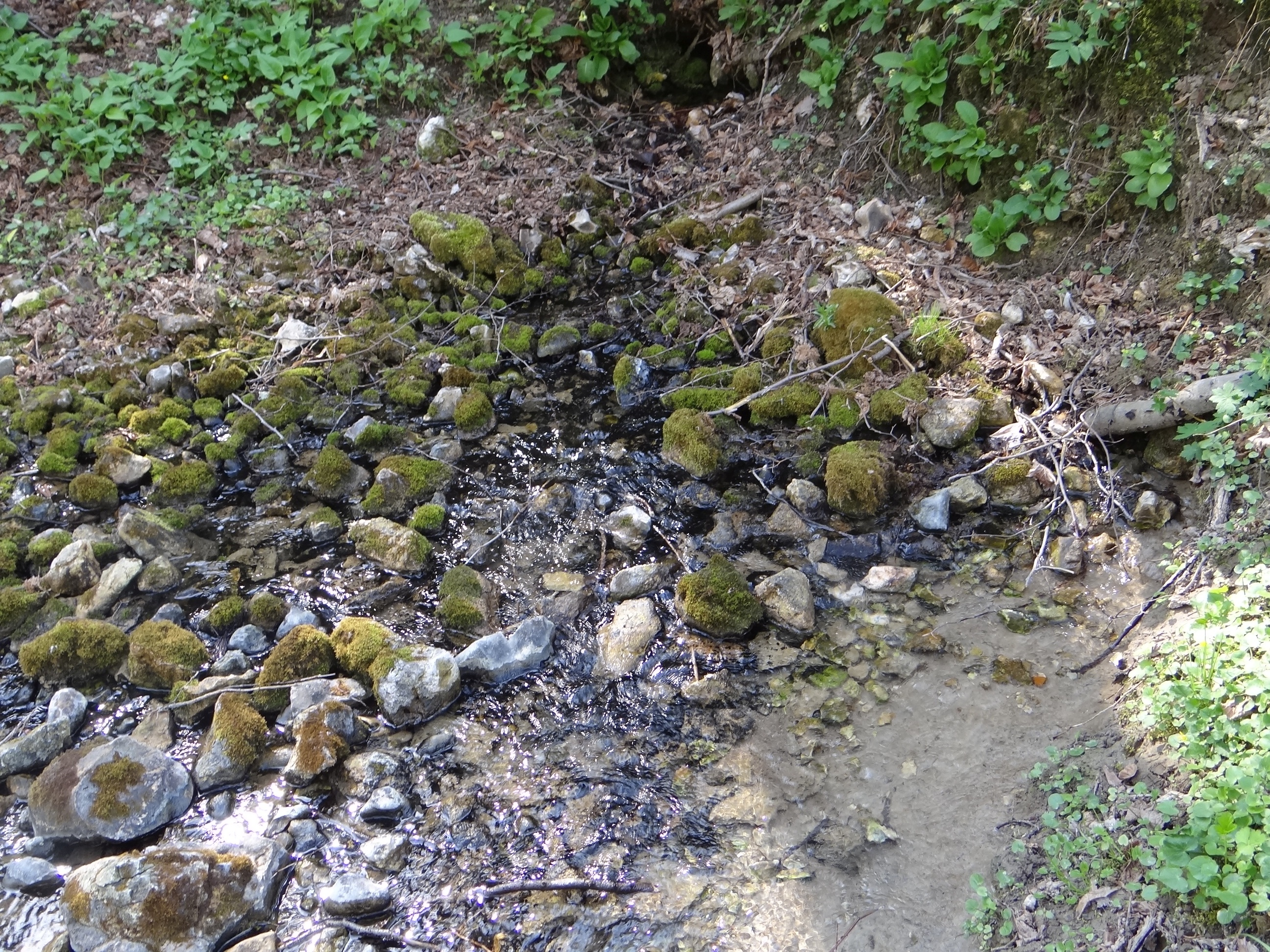
Wypływ wody w rumoszu skalnym
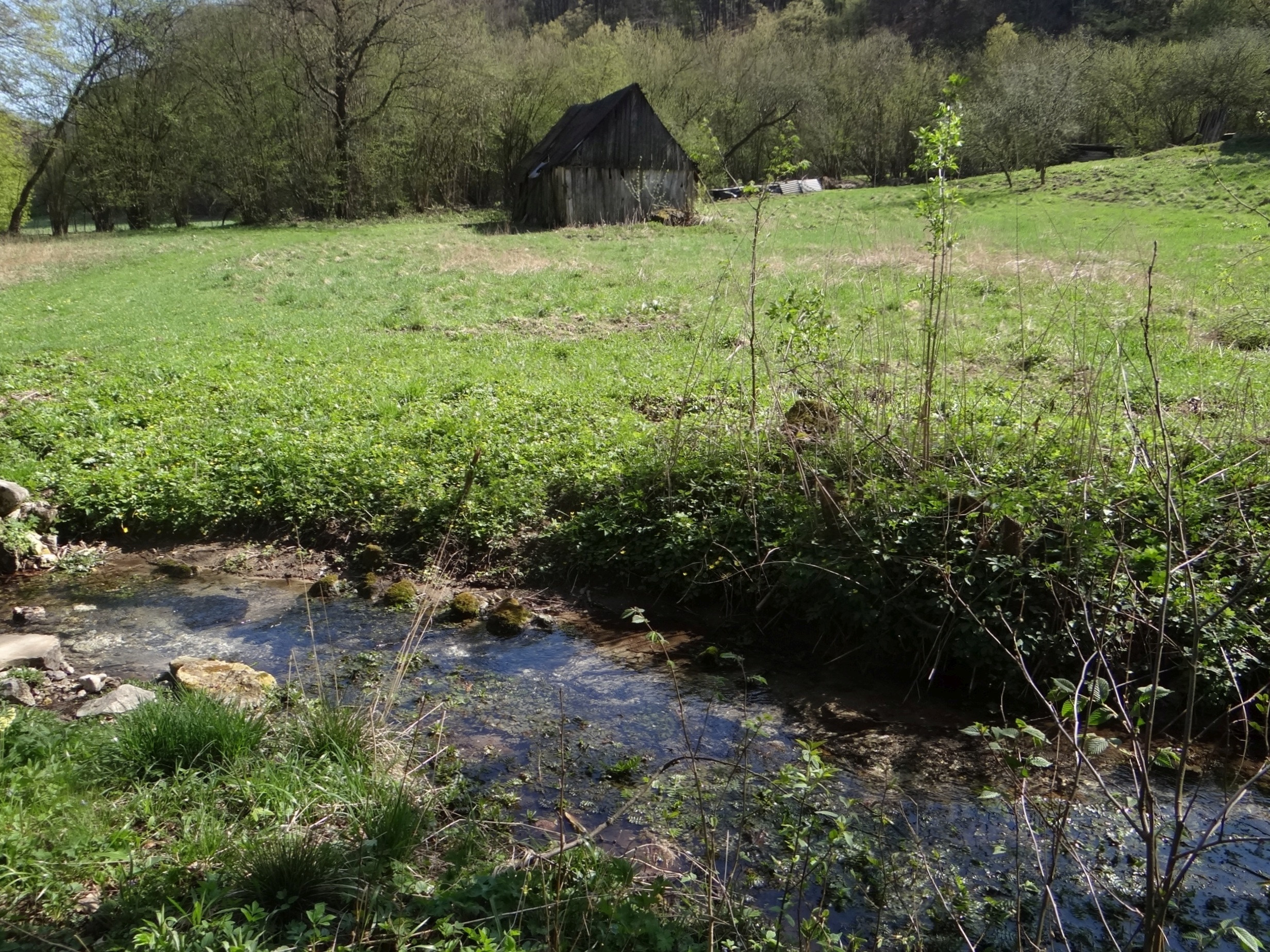
Potok wypływający ze źródła
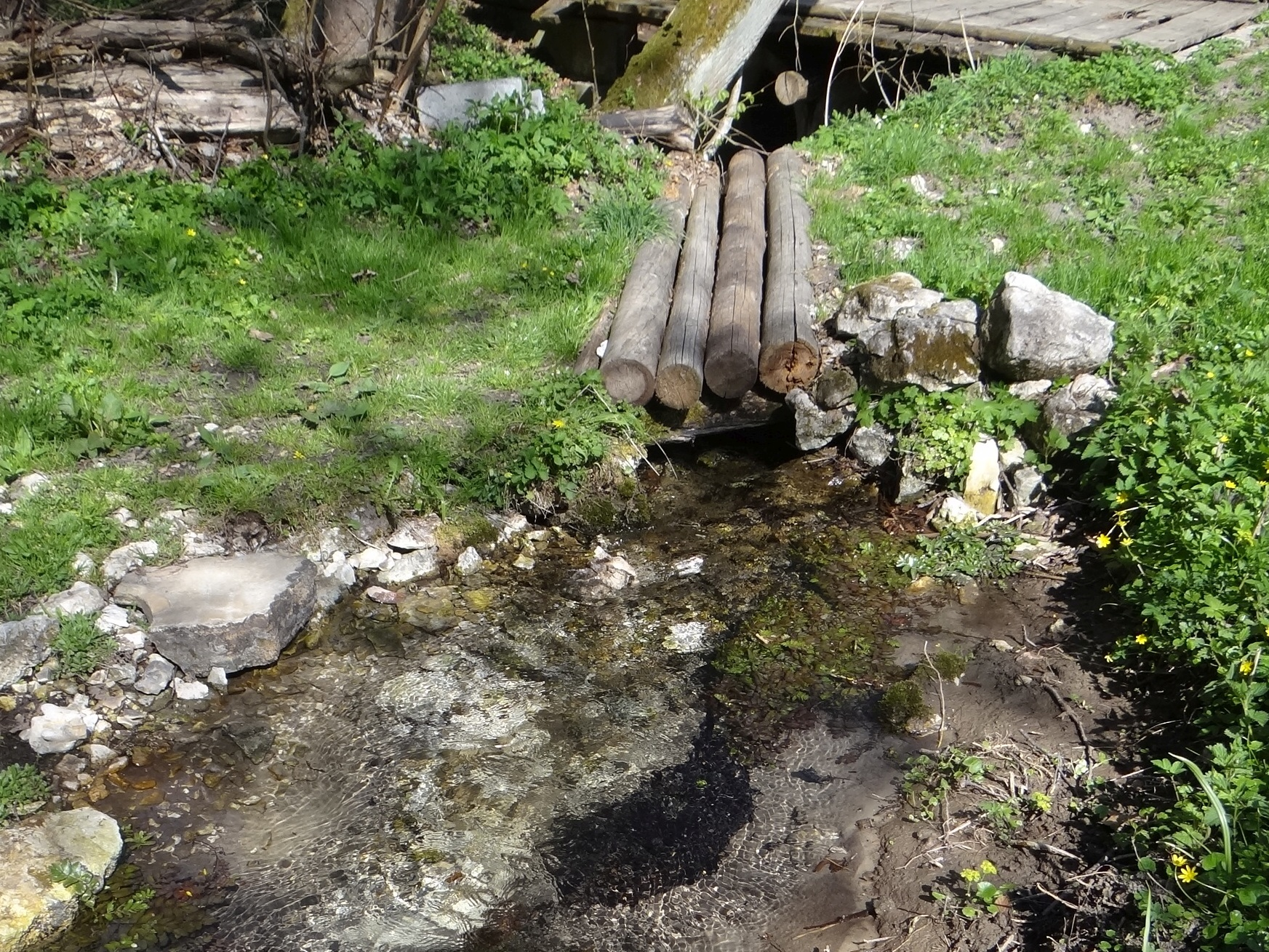
Potok z Ruskiego Źródła uchodzący do Sąspówki